# Quinchamalium majus
Quinchamalium majus là một loài thực vật có hoa trong họ Schoepfiaceae. Loài này được Brongn. miêu tả khoa học đầu tiên năm 1834.